# Крецул, Ходко
Ходко Крецул (молд. Hodco Creţul, Hodco al lui Creţul; ? — умер 1467) — молдавский боярин, член господарского совета Молдавского княжества (1449—1467).

## Имя и происхождение
О происхождении и юности Ходка Крецула известно довольно мало. Разные источники называли его молдаванином, русином или татарином.
Имя Ходко было относительно распространено в Молдавском и Литовско-Русском государствах в XV—XVI вв. Например, в господарский совет Стефана III Великого одновременно входило несколько бояр с именем Ходко. (В конце XI в. известен вождь вятичей Ходота, сражавшийся с Владимиром Мономахом). В разных документах господарской канцелярии имя Ходка Крецула также пишется Хотко, Ходько, Худко.
В грамотах после имени этого боярина указано прозвище или отчество Крецен, Крецанул, Крецович и Крецевич. Крецович и Крецевич являются славянскими кальками отчества Крецанул, Крецул. Таким образом, предок Ходко носил имя или прозвище Крец. Поскольку в Средние века в господарской канцелярии Молдавского княжества использовалась валахо-молдавская азбука, имя изначально фиксировалось на кириллице и при переводе валахо-молдавской (румынской) письменности на латиницу написание трансформировалось в Crețul. Крецул переводится с валашского языка Кудрявый. В этот период времени среди знати Придунайских княжеств известно несколько людей с таким именем или прозвищем, среди них: жупан Казан Крецул — боярин в господарском совете Валашского княжества при воеводе Владиславе II, Ханеш Крецул — жупан Брашова в Трансильвании.

## Биография
Согласно грамоте молдавских господарей Ильи I и Стефана II от 17 июля 1436 г. Ходко «за службу верой и правдой» жалуются два пустующих места за Прутом, на берегу реки Кула между современными селами Гетлово и Морозень. Таким образом, он является основателем сел Вепрова (совр. Выпрово) и Глубокая (совр. Гульбоака). В начале XVII-го века село Вепрово меняет своё название на Пуцинтей. Под этим названием оно просуществовало до ХIХ-го века, а затем, вследствие царской административной реформы в Бессарабии, было разделено на два села: Пуцинтей и Выпрово.
Согласно сохранившимся документам с 1449 г. Ходко Крецул входил в господарский совет Молдавского княжества при правлении воевод Богдана II, Александрела и Петра III Арона, оставаясь в составе совета, с некоторыми перерывами, до последнего княжения Петра Арона, когда к концу его правления исчезает из документов, вероятно, попадая в опалу в 1457 г.
Во время правления Стефана III Великого Ходко Крецул 10 лет являлся боярином господарского совета: начиная с первого собора 8 сентября 1457. Последний раз его имя в качестве свидетеля совета появляется 1 января 1467, после чего Ходко, вероятно, умирает.
В XVI в. его имя появляется в грамотах господарской канцелярии, когда потомки Ходко Крецула начинают делить имущество и продавать части сел, им основанных.

## Семья
Имел сына Микулу и дочь Марену.
Когда после Прутского похода Петра I Великого началась массовая эмиграция «волохов» в Россию, потомки Микулы перебрались на территорию Российской империи.

## В литературе
Ходко, сын Крецула, является одним из героев романа А. Когана «Войку, сын Тудора» (1990).